# Songea
Songea  este un oraș  în partea de sud a Tanzaniei. Este reședinta  regiunii Ruvuma.